# Jade Raymond
Jade Raymond (Montréal, 28 agosto 1975) è un'autrice di videogiochi canadese.
Nota soprattutto per aver contribuito a creare i franchise di Assassin's Creed e Watch Dogs e per aver fondato Ubisoft Toronto e Motive Studios, nel 2019 è stata a capo degli studi di Google, gli Stadia Games and Entertainment. Nel 2021, ha annunciato la fondazione di un nuovo team di sviluppo indipendente, Haven Studios, da cui si è separata nel 2025.

## Biografia
Jade Raymond è nata il 28 agosto 1975 a Montréal. Si è laureata alla St. George's School di Montréal nel 1992 e al Marianopolis College nel 1994. Ha conseguito il Bachelor of Science presso l'Università McGill nel 1998, dove si è laureata in Informatica.
Il suo primo lavoro post-universitario è stato come programmatrice per Sony Computer Entertainment, curando gli adattamenti videoludici di Jeopardy! e Trivial Pursuit e partecipando alla creazione del primo gruppo di ricerca e sviluppo di Sony Online.
Successivamente ha lavorato con Electronic Arts è stata produttrice di The Sims Online.
Dal 2003 al 2005 Raymond ha partecipato al programma televisivo The Electric Playground del canale G4 come corrispondente part-time, lavorando con Victor Lucas, Tommy Tallarico e Julie Stoffer.
Nel 2004 ha iniziato a lavorare per Ubisoft Montreal, dove ha guidato la creazione del primo gioco di Assassin's Creed. Successivamente Raymond è diventata produttrice esecutiva di Assassin's Creed II e delle nuove IP di Ubisoft Montreal, che includono Watch Dogs e The Mighty Quest for Epic Loot.
Nel gennaio 2010 Raymond si è trasferita a Toronto per costruire un nuovo studio per Ubisoft in qualità di amministratrice delegata.
Dal 2011 fino al 2014 è entrata ha fatto parte del consiglio di amministrazione di WIFT-T, un'organizzazione dedicata alla promozione delle donne nelle industrie cinematografiche, televisive e basate su schermi.
Nell'ottobre del 2014, dopo una collaborazione di 10 anni, ha lasciato Ubisoft dichiarando: "Questa è una delle decisioni più difficili della mia carriera ma lo studio di Toronto è forte e ha un percorso solido. Sono sicura che è un buon momento per me per il passaggio della leadership ad Alex e per proseguire le mie ambizioni in cerca di nuove opportunità".
Nel luglio 2015 Raymond ha annunciato di essere entrata in Electronic Arts e di aver fondato i Motive Studios con sede a Montreal. Era anche responsabile dello studio Visceral Games, in California, dove ha lavorato con la game designer e scrittrice Amy Hennig per i giochi di Star Wars e allo sviluppo di nuove IP originali.
Nel luglio 2018 Jade Raymond è stata premiata per i suoi 20 anni di carriera con il Develop "Vanguard Award". Nell'ottobre 2018 Jade ha ricevuto il "Pioneer Award" dal Fun & Serious Game Festival, premiando il suo "contributo all'industria come produttrice di giochi che sono considerati un punto di svolta nel settore". Raymond è stata una dei dirigenti videoludici nominati nella lista del 2018 di Variety dei 500 leader aziendali più influenti che danno forma all'industria dell'intrattenimento globale.
Ha lasciato Motive e EA nell'ottobre 2018, alludendo a un "progetto top secret". Nel marzo 2019 Raymond ha annunciato di essere entrata a far parte di Google come vice presidente. Durante la Game Developers Conference del 2019 Google ha affermato che sarà a capo degli studi di Google, gli Stadia Games and Entertainment, con lo scopo di creare contenuti esclusivi per il servizio di streaming Stadia di Google. Ad inizio Febbraio 2021, ha lasciato Stadia Games and Entertainment e, di conseguenza, anche Google.
Il 16 marzo 2021 Jade Raymond ha annunciato la fondazione di un nuovo team di sviluppo indipendente chiamato Haven Studios. Lascia lo studio nel maggio 2025.

## Produzioni
| Anno | Titolo                                | Azienda          | Ruolo                 | Note          |
| ---- | ------------------------------------- | ---------------- | --------------------- | ------------- |
| 2002 | The Sims Online                       | Electronic Arts  | Produttrice           | [ 17 ]        |
| 2007 | Assassin's Creed                      | Ubisoft Montreal | Produttrice           | [ 24 ] [ 25 ] |
| 2009 | Assassin's Creed II                   | Ubisoft Montreal | Produttrice esecutiva | [ 25 ]        |
| 2009 | Assassin's Creed: Bloodlines          | Ubisoft Montreal | Produttrice esecutiva | [ 25 ]        |
| 2013 | Tom Clancy's Splinter Cell: Blacklist | Ubisoft Toronto  | Produttrice esecutiva | [ 25 ]        |
| 2014 | Watch Dogs                            | Ubisoft Montreal | Produttrice esecutiva | [ 17 ] [ 25 ] |
| 2015 | The Mighty Quest for Epic Loot        | Ubisoft Montreal | Produttrice esecutiva | [ 17 ]        |